# 大航海时代Online
《大航海时代Online》是由日本光荣（KOEI）于2004年开发并进行公测的MMORPG类网络版游戏，是被誉为经典的单机版模拟类游戏《大航海时代》系列的续编。

## 故事背景
遊戲設定在公元16世紀的大航海時代，歐洲的六個國家──葡萄牙、西班牙、英格蘭、法蘭西、荷蘭及威尼斯為了開闢往印度和美洲以及遠東的新航路而進行海上的探索，而一些敵對陣營如鄂圖曼帝國也會出現。遊戲故事以史實為藍本，加入一些虛構的人物作為遊戲故事的中心，當中亦不乏一些著名的歷史人物如哥倫布、達·伽馬及伊莉沙白一世等。在此，玩家可以自由選擇以上六國之一的航海者，並向未知而遙遠的新航路揚帆。除了探險外，玩家亦可以進行海上貿易及海戰。遊戲中不但有數百種世界各地的特產交易商品，讓玩家仿若置身16世紀，體驗大航海時代燦爛的商業之旅；數百個真實港口，上千種冒險任務，讓玩家能置身上千個歷史史詩之中；近百種船艦，也是忠實的呈現當時的面貌。本遊戲曾被選為東京大學的研究課題。

## 遊戲系統
玩家可以因應自己的喜好選擇葡萄牙、西班牙、英格蘭、法蘭西、荷蘭及威尼斯共和國六國其中之一作為出生地，敵對陣營的鄂圖曼帝國則需以叛國亡命方式才能入籍。當玩家選擇了國籍後，便會在此六國的首都──里斯本、塞維爾、倫敦、馬賽、阿姆斯特丹及威尼斯開始遊戲，鄂圖曼的首都則是伊斯坦堡。此外，玩家在一開始時可以選擇三種不同的職業──冒險家、商人及軍人。雖然有職業上的選擇，但玩家仍可以習得其他職業的技能作為輔助，更可以進行職業轉換（需進行特定任務）。而玩家在探險海洋的同時，也會探索其他事物諸如歷史遺物或寶藏等，而海上貿易及海戰也供玩家進行。另一方面，官方也會定期舉辦各國玩家之間混戰的「大海戰」，在特定海域，玩家之間更可以展開對戰；“大投資戰”，大幅度的投資，給予玩家快速獲取聲望的途徑，所在港口也得到快速發展；冒險家們的聚會──“卡片論戰”，讓玩家“紙上談兵”。

## 國家劇情
劇情包含了六個歐洲國家，而不同國籍也有不同的故事情節，包括不同的人物。

### 西班牙
西方的軍事大國
自收復失地運動以來，西班牙統一不足數十年。但在這段期間，西班牙已經走上海上霸權的道路，並支配著廣大的領地如荷蘭等。
- 巴爾特薩爾：38歲，西班牙主線故事的主人翁，西班牙黑鯱傭兵艦隊隊長。為了追逐巴巴里海盜首領海雷丁而率領艦隊對抗之。
- 艾德瓦多：20歲，黑鯱艦隊新隊長。曾經為巴爾特薩爾的追隨者。
- 阿格斯蒂諾：39歲，西班牙官員。為巴爾特薩爾的戰友。
- 海雷丁·巴巴羅薩：38歲，歷史人物。巴巴里海盜的首領，並在阿爾及爾建立海盜基地，成為鄂圖曼帝國的附屬。
- 伊萊諾：29歲，馬賽的酒館女郎。她成為了很多冒險者所追求的對象。

### 葡萄牙
遠洋航海的先驅者
作為一個濱臨大西洋的國家，葡萄牙的海上探險事業為六國之中最早發展，如它成為最早到達南非好望角，以及最早開闢印度航線的國家。雖然如此，但它也面對著與鄰國西班牙的競爭。
- 阿爾貝羅·薩爾摩安特：17歲，葡萄牙主線故事的主人翁，一名葡萄牙少年，葡萄牙薩爾摩安特商會會長之子。年紀輕輕的他已經通過印度航線到達印度進行貿易，志願是成為一個像父親般的交易商。
- 迪亞哥·薩爾摩安特：42歲，葡萄牙薩爾摩安特商會會長。為葡萄牙國內著名的交易商人。
- 胡安：10歲，一名跟隨阿爾貝羅進行旅程的少年。
- 瓦斯科·達·伽馬：28歲，歷史人物。他是第一個發現印度航線的人，更因此成為葡萄牙的國家英雄。
- 桑傑伊：18歲，一名印度香料交易商。

### 英格蘭
由女王率領的北海之雄
北海一個不穩定的島國。一直以出口羊毛作為經濟支柱的英格蘭，遇上了不利的條件──西班牙開始支配著其最大的貿易伙伴，荷蘭。亦因如此，英格蘭的羊毛出口量大減，更造成國內經濟的不景氣。英女王伊莉沙白一世為此大力擴建海軍，以對抗強敵西班牙。此外，英女王更暗中支援荷蘭的革命運動，以對抗西班牙對英格蘭在貿易上的種種限制。
- 萊薩·密德爾頓：21歲，英格蘭主線故事的主人翁，一名英格蘭海軍軍官。憑著她多次為國家建功，她的名聲也日漸增加。
- 格爾頓：40歲，萊薩的副官，已經為密德爾頓家族服務十四年。他一直保護萊薩，並在多次事件中協助萊薩。
- 威廉·密德爾頓：29歲，密德爾頓家族之主。曾經作為海盜的威廉，與其妹萊薩一同進入海軍服務，名聲日漸興隆。此外，他更與荷蘭著名運輸商佛雷德瑞克保持著友好關係。
- 克林格利奧伯爵：45歲，英格蘭海軍的首領，但他與西班牙有所連絡，並密謀摧毀英格蘭海軍。
- 馬克格萊爾：35歲，英格蘭一直通緝的大海盜。萊薩在東非擊敗他後，便一直跟隨密德爾頓家，並為英女王效力。
- 伊莉沙白一世：歷史人物。在她在位的期間，英格蘭開始走向強大，最終更擊敗西班牙的無敵艦隊，建立英格蘭的「黃金時代」。

### 荷蘭
新興的海運國家
和英格蘭一樣，荷蘭也是一個濱臨北海的國家，同時也是一個盛產羊毛布料的國家，主要依靠由英格蘭進口的羊毛。可是，自西班牙哈布斯堡王室開始統治荷蘭以來，英格蘭進口的羊毛被課以沉重的關稅，令荷蘭的經濟生產下跌。高壓的統治令人民不得不起來反抗。當中最著名的獨立組織「海上旅團」更希望以海上力量來進行革命。而來自西班牙的阿爾巴公爵對此加以阻撓。
- 佛雷德瑞克：24歲，荷蘭主線故事的主人翁，為一著名運輸商，什麼貨物也能夠運送。亦因如此，他不斷的運輸軍火給荷蘭獨立組織，以反抗西班牙的統治。
- 埃格蒙特：25歲，代表荷蘭政府的貴族。他希望能夠向他國籌集資金，以支授荷蘭的獨立運動。歷史上的埃格蒙特伯爵更是荷蘭獨立戰爭的領導者之一。
- 柯倫：28歲，一名主張荷蘭獨立的年輕人。
- 阿瑪麗婭：18歲，一個受到很多阿姆斯特丹男士追求的女孩，而她則和佛雷德瑞克訂婚。
- 伊耐斯：25歲，阿爾巴公爵的心腹。
- 阿爾巴公爵：歷史人物。有「鐵血總督」之稱號，多次鎮壓荷蘭的獨立革命。

### 法蘭西
絕對王政的大國
法蘭西是航海業較遲發展的國家。因此，它必須面對周遭強大海上國家所帶來的競爭。
- 朱利安·克勞倫斯：23歲，法蘭西主線故事的主人翁，馬賽著名的尋寶家，也是法蘭西王族經常交往的對象。
- 德·布羅依伯爵夫人：42歲，馬賽當權者的妻子。握有大權的她，對任何無法課稅的人加以懲罰，並強逼他們成為自己的奴隸，更甚者把反抗她的人送去與世隔絕的監獄。
- 奧古斯坦：39歲，馬賽一名獨眼的神父，他和朱利安似乎有著一些微妙的關係。
- 法國皇太后：48歲，作為攝政，她比幼主握有更大的權力。而她更對威尼斯抱有敵意。
- 奧格恩：20歲，非洲大地的戰士，能與動物們心靈相通。

### 威尼斯
夕陽的都市國家
威尼斯為義大利半島的一個城邦共和國，有「水城」之美譽。作為六國之中最接近東方的國家，威尼斯壟斷了來自亞歷山大港的少量胡椒，令胡椒價格非常昂貴。可是，自東方鄂圖曼土耳其帝國的崛起，以及葡萄牙發現到達印度的新航線後，威尼斯在地中海的壟斷走向未路……
- 維多利亞·奧賽羅：22歲，威尼斯主線故事的主人翁，威尼斯貴族奧賽羅家族之女兒。維多利亞的美貌為她贏得了「上流社會之花」的美譽。此外，她也是威尼斯元首輔助官──阿爾韋塞·奧賽羅之妹。
- 阿爾韋塞·奧賽羅：30歲，一名年輕的威尼斯官員，同時也是奧賽羅家族的長子，維多利亞·奧賽羅的兄長。
- 哈倫：12歲，一名穆斯林少年。自稱未來的財寶探索家。
- 古拉德尼格：61歲，威尼斯十人委員會的領袖。
- 費薩爾：31歲，遊牧民族──貝都因的族長，率領神出鬼沒的駱駝騎兵，被稱為「沙漠霸者」。與阿爾韋塞一同對抗鄂圖曼土耳其帝國。

## 大型更新

### La Frontera
加勒比海、中美洲、南美洲東岸和東南亞地方開放。
- 第一章 阿茲特克
- 第二章 吳哥王朝
- 第三章 香料群島

### Cruz del Sur
太平洋、大洋洲和南美洲西岸地方開放。
- 第一章 環遊世界篇 — 以麥哲倫環球航行作背景，環绕地球一週航行。
  - 關鍵人物－艾蓮娜： 環遊世界篇的主角，跟随玩家在船上，是麥哲倫的養女。
  - 關鍵人物－迪亞哥‧巴柏沙： 艾蓮娜的爺爺。
  - 關鍵人物－埃爾卡諾： 曾是麥哲倫艦隊的其中一員。處心積慮想除掉艾蓮娜。
- 第二章 特殊裝飾物篇 — 加入寵物系統及冒險發現物裝飾品製作。
- 第三章 歡度周年慶篇
- 第四章 印加帝國篇
  - 關鍵人物－蘿拉： 印加帝國篇的主角，印加帝國太陽巫女。
  - 關鍵人物－舒萊登華爾德： 盜賊騎士。
  - 關鍵人物－法蘭西斯科·皮薩羅： 征服者。
- 第五章 鄂圖曼的威脅篇 — 開放亡命至鄂圖曼帝國。
- 號外章 探索之旅篇

### El Oriente
東亞地方開放。
- 東方、奇蹟之島－臺灣
  - 關鍵人物－鄭成功。

- 東方、日出之國－日本
  - 關鍵人物－伊達政宗。

- 東方、朝之寂靜－朝鮮
  - 關鍵人物－李舜臣。

- 東方、龍之大地－華南
  - 關鍵人物－秦良玉。

### Tierra Americana
北美地方開放作為自由開發地。

### 2nd Age
- 關鍵人物－時間女神艾莉雅斯。

- 第一章 雙頭之鷲
  - 新增NPC國家－神聖羅馬帝國，新增法蘭克福為其城市
  - 新系統－世界時鐘、尋寶、霸主
  - 歷史事件－16世紀
  - 關鍵人物－查理五世
  - 開放75等級上限

- 第二章 獅鷲之翼
  - 新增NPC國家－熱那亞共和國，熱那亞改為其城市
  - 歷史事件－15世紀
  - 關鍵人物－魯克蕾齊亞·波吉亞

- 第三章 征服帝
  - 歷史事件－15～16世紀
  - 新增補給港口－夏威夷
  - 關鍵人物－切薩雷·博吉亞

- 第四章 北方之獅
  - 新增NPC國家－瑞典王國，斯德哥爾摩改為其城市
  - 歷史事件－15～17世紀
  - 關鍵人物－古斯塔夫二世·阿道夫、克里斯蒂娜
  - 新增城市－科科拉，夏威夷轉為正式城市

### Gran Atlas
- 第一章 Gran Atlas
  - 新增NPC國家－俄羅斯帝國，新增聖彼得堡為其城市
  - 歷史事件－18世紀
  - 關鍵人物－索非亞、亨利·摩根、约翰·查德斯肯特（英语：John Tradescant the Younger）

- 第二章 astronomy
  - 新增天文學、副官仕官

- 第三章 Wild West
  - 新增北美大陸西岸

- 第四章 Ancient Glory
  - 新增巴比倫

- 亞特蘭提斯篇第一章 Kino Minos
  - 亞特蘭提斯相關劇情

- 亞特蘭提斯篇第二章 Barca Solar
  - 變性鍊金

## 运营情况

### 日本
- 2005年3月16日开始正式收费运行。
- 2012年9月20日2nd Age正式上線。

### 中国大陆
- 2006年6月1日－2007年9月2日，盛宣鸣代理。
- 2007年10月30日－2010年11月26日，中荣巡游代理。
- 2012年10月18日－2019年7月5日，上海天戏代理。

### 臺灣
- 2005年12月20日－2009年10月30日，大宇資訊代理（月費制）。
- 2009年12月2日－至今，紅心辣椒代理（免費制）。
- 2013年1月31日2nd Age正式上線。

### 南韓
- 2005年11月30日－至今，CJ娱乐代理。